# オープン・アクセス・オペレーター

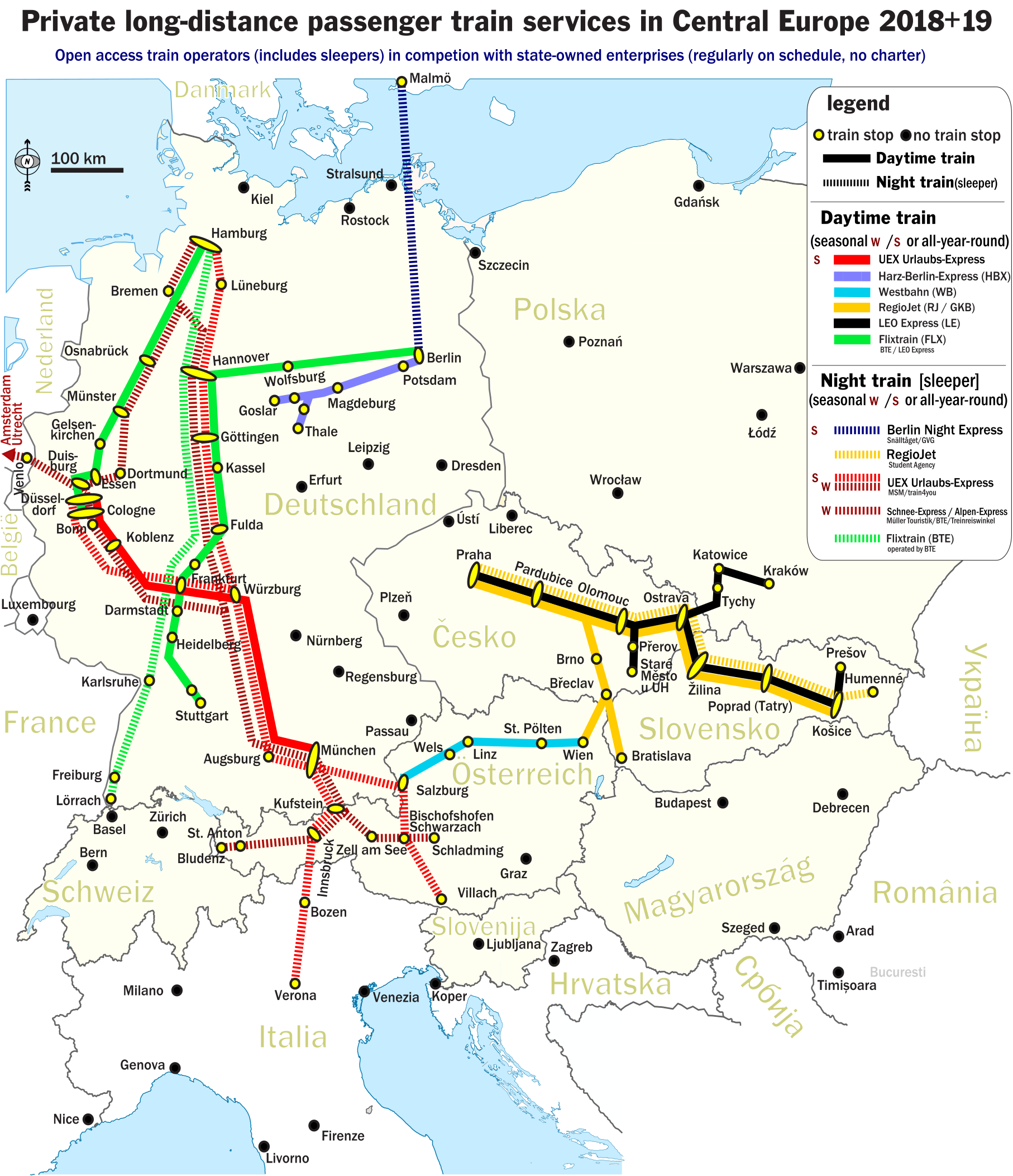
中央ヨーロッパの民間長距離旅客鉄道サービスの地図。オープン・アクセス・オペレーターが国有鉄道と競争している。

オープン・アクセス・オペレーターは、列車運行会社のうちフランチャイズ方式によらないものである。ヨーロッパ諸国では、欧州連合 (EU) の指令により、「上下分離方式」と「オープン・アクセス」が採用されている。
上下分離方式では、鉄道事業の経営主体を鉄道施設（インフラストラクチャー）の保有・維持管理主体と列車の運行主体に分離する。国家機関または国家資本による事業体が、鉄道施設管理者となり、線路などの固定資産を国有財産（公共用財産）として保有し、維持管理する。列車の運行を引き受けた鉄道事業体（railway undertaking）は、鉄道施設管理者に線路使用料を支払い、列車の運行枠（en:train path）を買い取って運行する。
鉄道分野の「オープン・アクセス」とは、既存のネットワークを利用した鉄道事業への新規参入を自由化することであり、ネットワークを利用する権利を認め、国有鉄道などの既存事業者以外の第三者にも広く開放する競争政策（オープンネットワーク化）を指す。EUでは、オープンネットワーク政策によって、1990年代から鉄道、情報通信、電力・ガスなどのネットワーク型公益事業の市場を自由化し、競争を促進し、欧州単一市場の形成を図った。
オープン・アクセス・オペレーターは、鉄道車両を保有して鉄道輸送を営む場合もあれば、鉄道車両を賃貸して鉄道輸送を営む場合もある。また、自ら動力車を使って列車制御を行う場合とそうでない場合がある。

## イギリスの事例
- ユーロスター
- グランド・セントラル（英語版）
- ヒースロー・エクスプレス
- ヒースロー・コネクト
- ハル・トレインズ
- ルモ
- プレ・メトロ・オペレーションズ（スタウアブリッジ・タウン支線（英語版）の運行を担当）

## 他国の事例

### オーストリア
- ウェストバーン（WESTBahn）

### フランス
- ユーロスター
- IZY (列車)

### ドイツ
- ロコモア
- ハンブルク・ケルン・エクスプレス（英語版）

### 韓国
- 韓国鉄道公社
- SR
- 空港鉄道